# Calyceraceae
Calyceraceae (đồng nghĩa: Boopidaceae Cassini) là một họ thực vật hạt kín thuộc bộ Asterales, có ở miền nam Nam Mỹ.
Hệ thống Dahlgren xếp họ này trong bộ Dipsacales, hệ thống Cronquist năm 1981 xếp nó trong bộ Calycerales.

## Đặc điểm
Các loài trong họ này có các lá đơn, mọc so le và các hoa chủ yếu là lưỡng tính (hoặc đơn tính cùng gốc hay đơn tính cùng gốc đực hay đơn tính cùng gốc cái), sắp xếp thành cụm hoa dạng đầu. Đơn vị cụm hoa tận cùng dạng chùm hay dạng đầu hướng tâm. Thụ phấn nhờ côn trùng. Cơ chế thụ phấn chuyên biệt hóa rõ nét (thông qua một hệ thống phô bày tích cực, phấn hoa được giải phóng vào một ống bao phấn và đẩy ra ngoài nhờ sự thuôn dài của vòi nhụy). Hoa mẫu (4–)5(–6). Bao hoa với đài hoa và tràng hoa tách biệt; (8–)10(–12); 2 vòng; đẳng số. Đài hoa (4–)5(–6); 1 vòng; nhiều lá đài hoặc lá đài hợp; có thùy con (tiểu thùy) hoặc thùy tù hay có răng; không cân đối nhưng không hai môi, hoặc cân đối; bền; đồng phát triển hoặc không. Tràng hoa 4–)5(–6); 1 vòng; cánh hoa hợp; mở bằng mảnh vỏ; hơi không cân đối nhưng không hai môi hoặc cân đối; bền.
Bộ nhị (4–)5(–6). Các phần của bộ nhị hợp sinh (gần đỉnh ống tràng); dính liền (các chỉ nhị hợp sinh thành ống, ít nhất ở gốc); 1 cụm; 1 vòng. Bộ nhị chỉ bao gồm các nhị sinh sản. Nhị (4–)5(–6); chèn vào họng ống tràng; đẳng số với bao hoa; mọc đối lá đài. Các bao phấn đồng quy hay dính liền (đôi khi, ở gốc); đính gốc; không lắc lư; nứt theo khe nứt dọc; hướng trong; 4 túi bào tử. Vách trong bao phấn phát triển các phần dày lên dạng sợi. Biểu bì bao phấn thoái hóa. Mô dinh dưỡng trong bao phấn dạng tuyến. Các hạt phấn hoa có 3 khe hở dọc; 2-ngăn.
Bộ nhụy 2 lá noãn tại gốc. Lá noãn suy giảm về lượng tương đối so với bao hoa. Nhụy 1 ngăn, dạng quả tụ; hạ. Bầu nhụy 1 ngăn. Có đĩa sinh dục cái ngoài (liên kết gốc của tràng hoa với vòi nhụy, lót ống tràng và giãn nở thành núm dạng tuyến). Bộ nhụy có 1 vòi nhụy ở đỉnh. Đầu nhụy 1; dạng đầu. Kiểu đính noãn đỉnh. Noãn trong khoang duy nhất là 1; lòng thòng; không áo noãn; ngược; đơn vỏ; mỏng nhân. Kiểu phát triển túi phôi dạng Polygonum. Các nhân tại cực hợp lại trước khi thụ tinh. Hình thành các tế bào đối cực; số lượng 3; không phát triển, phù du. Các tế bào phụ trợ thuôn dài, với mỏ thon mỏng. Nội nhũ hình thành kiểu nhân.
Quả không dày cùi thịt; không nứt; giống như quả bế. Các bộ nhụy của các hoa kế bên kết hợp lại để tạo ra quả phức (quả tụ) hoặc không. Quả phức dính liền hoặc không. Quả chứa 1 hạt. Hạt giàu hay nghèo nội nhũ. Nội nhũ chứa dầu. Phôi thẳng. 2 lá mầm.
Họ Calyceraceae là các loài cây thân thảo lâu năm, hiếm khi một năm, có thể nhận ra nhờ các cụm hoa hình đầu, thường mở hướng tâm. Các hoa nhỏ và đa đối xứng, các lá đài biến đổi thành gai hoặc dày lên và thuộc dạng mô khí, lớp ngoài cùng của tràng hoa dạng ống có khả năng quang hợp, các nhị hoa rời, và bầu nhụy hạ.
Có sự phô bày phấn hoa thứ cấp kiểu cơ chế bơm.

## Các chi
GRIN tách Nastanthus Miers thành chi riêng, coi Acarpha Griseb. là đồng nghĩa của Boopis, trong khi Kew tách chi Acarpha thành chi riêng và coi Nastanthus là đồng nghĩa của Acarpha. Khoảng 4-6 chi và 40-60 loài.
- Acicarpha Juss.
- Boopis Juss. (có thể bao gồm cả Acarpha, Nastanthus): Khoảng 30 loài.
- Calycera Cav. (bao gồm cả Calicera, Leucocera).
- Gamocarpha DC.
- Moschopsis Phil.

## Hình ảnh

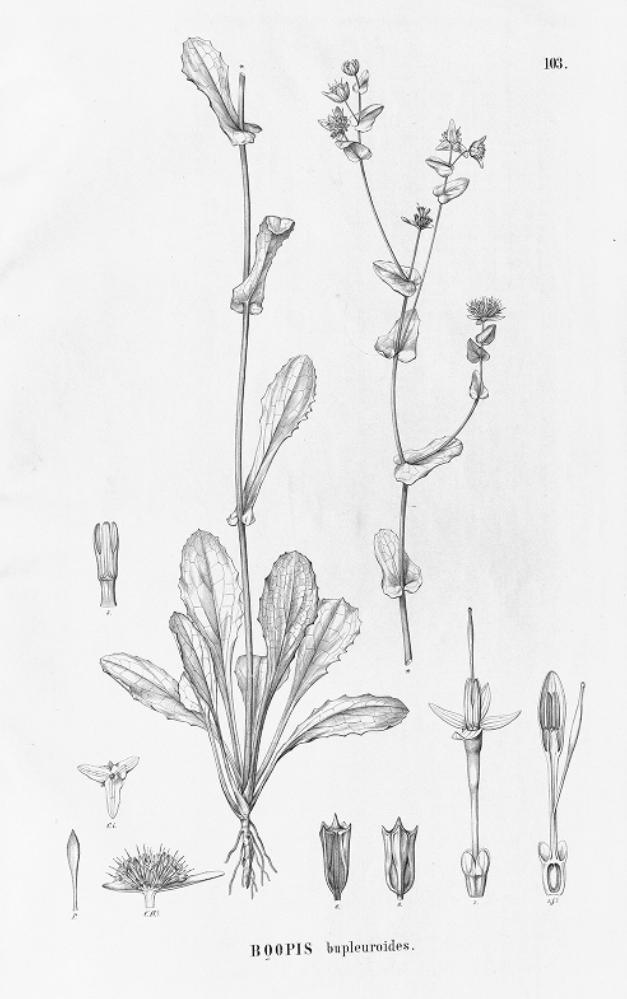
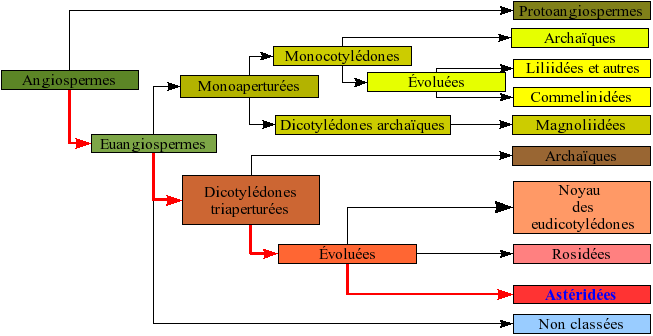